# Piotr Ilitch Tchaikovski
Piotr Ilitch Tchaikovski (em russo: Пётр Ильи́ч Чайко́вскийⓘ; Vótkinsk, 7 de maio de 1840 – São Petersburgo, 6 de novembro de 1893) foi um compositor russo do período romântico, cujas obras estão entre as mais populares do repertório clássico. Primeiro compositor russo a conquistar fama internacional, sua carreira foi impulsionada por sua participação como regente convidado em outros países da Europa e nos Estados Unidos. Como reconhecimento, em 1884 foi homenageado pelo imperador Alexandre III e recebeu uma pensão vitalícia.
Embora musicalmente precoce, Tchaikovski foi educado para uma carreira na administração pública. Em sua juventude eram escassas as oportunidades para uma carreira musical na Rússia, e não existia educação pública na área. Quando surgiu uma oportunidade para esse tipo de formação, ele ingressou no nascente Conservatório de São Petersburgo, no qual se graduou em 1865. O treinamento que ele recebeu nessa instituição, orientado para o estilo musical do Ocidente, destacou-o dos compositores do movimento nacionalista da época, cujos principais representantes eram os compositores do Grupo dos Cinco. O treinamento de Tchaikovski levou-o a reconciliar o que aprendera com as tradições musicais nativas de seu país, às quais ele havia sido exposto desde a infância. Dessa reconciliação, ele forjou um estilo musical pessoal mas inconfundivelmente russo, uma tarefa particularmente desafiadora pois os princípios que governavam a melodia, a harmonia e outros fundamentos da música tradicional russa diferiam grandemente daqueles que governavam a música da Europa Ocidental, aparentemente negando o possível uso da música russa em composições ocidentais em larga escala ou a formação de um estilo híbrido. Além disso, a cultura russa exibia uma personalidade dividida, com seus elementos nativos e importados distanciando-se cada vez mais desde a época de Pedro I, e isso resultara em incertezas, dentre a intelligentsia russa, a respeito da identidade nacional do país. Essa ambiguidade teve importantes reflexos na carreira de Tchaikovski, e levou a uma série de conflitos pessoais que prejudicaram a sua autoconfiança.
Apesar de seus muitos sucessos musicais, a vida de Tchaikovski foi pontuada por crises pessoais e depressão. Fatores que contribuíram para isso incluem a sua separação precoce de sua mãe, seguida da morte prematura desta; a morte de seu amigo e colega Nikolai Rubinstein; seu desastroso casamento; e o colapso do único relacionamento duradouro de sua vida adulta, que foi sua associação de treze anos com a sua patrona, a rica viúva Nadejda von Mekk. Sua homossexualidade, que ele manteve em sigilo por temer que causasse danos à reputação de seus amigos e família, tradicionalmente tem sido considerada um fator importante. A morte súbita de Tchaikovski, aos 53 anos, é geralmente atribuída à cólera, mas existe um debate em andamento sobre se essa foi de fato a causa da sua morte, e se a sua morte foi acidental ou autoinfligida.
Inicialmente as opiniões da crítica a respeito da música de Tchaikovski foram contraditórias. Embora desde cedo ele tivesse encontrado apoiadores, parte da crítica russa considerava a sua música insuficientemente representativa dos valores musicais nativos russos, e expressava a suspeita de que os europeus a apreciavam em razão de seus elementos ocidentais. Em um aparente reforço disso, críticos europeus elogiaram-no por oferecer uma música mais substantiva do que a das correntes exóticas russas, e afirmaram que ele transcendera os estereótipos da música clássica do seu país. Outros, como o crítico Harold C. Schonberg, consideraram a música de Tchaikovski "desprovida de pensamentos elevados", e desmereceram seus trabalhos por não seguirem estritamente os princípios musicais ocidentais. Apesar dessa ambiguidade inicial, a percepção da crítica a respeito de sua obra melhorou gradualmente, sobretudo após a sua morte. Além disso, a música de Tchaikovski encontrou duradoura popularidade junto ao público, e ele permanece um dos compositores do repertório clássico mais frequentemente executados. Suas obras mais conhecidas incluem os balés O Lago dos Cisnes, O Quebra-Nozes e A Bela Adormecida; a Abertura 1812 e a abertura-fantasia Romeu e Julieta; seus concertos para piano e orquestra e para violino e orquestra; suas quarta, quinta e sexta sinfonias; sua Marcha Eslava; e suas óperas Ievguêni Oniéguin e A Dama de Espadas.

## Biografia

### Origens e juventude

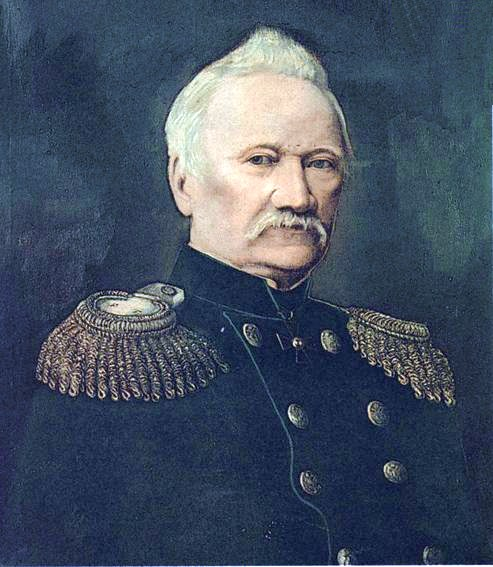
Ilia Tchaikovski, pai do compositor (1867)

Piotr Ilitch Tchaikovski nasceu em Vótkinsk, uma pequena cidade do Governorado de Viatka, no Império Russo. Sua data de nascimento foi registrada como sendo 25 de abril de 1840 no calendário juliano então utilizado na Rússia, e que corresponde ao dia 7 de maio do mesmo ano, no calendário gregoriano. Pelo lado paterno, o futuro compositor vinha de uma família com longa tradição militar. Seu pai, Ilia Petrovitch Tchaikovski, formara-se na Escola de Minas de São Petersburgo, depois servira como tenente-coronel e engenheiro no Departamento de Minas, e mais tarde tornara-se administrador de siderúrgicas localizadas em Vótkinsk. Seu avô, originalmente chamado Petro Fedorovitch Tchaika, nascera na aldeia de Mikolaivka, à época no Governorado de Poltava, filho de um cossaco ucraniano chamado Fiódor Tchaika, que em 1709 distinguira-se sob Pedro I, o Grande, na Batalha de Poltava. Petro Tchaika serviu primeiro como assistente médico no exército e depois como governador das cidades de Slobodski e Glazov, em Viatka. Ele foi honrado com a Ordem de São Vladimir, e, como recompensa por seus serviços, em 1785 foi agraciado pela imperatriz Catarina II com direitos de nobreza. Após russificar o seu nome, ele passou a assinar Piotr Fedorovitch Tchaikovski.
A mãe de Piotr Tchaikovski, Aleksandra Andreievna d'Assier, nascera em 1812 e, pelo lado paterno, era descendente do escultor francês Michel-Victor Acier, que provavelmente emigrara em razão da Revolução Francesa. Filha de um bem-posicionado burocrata, depois da morte de sua mãe, em 1816, ela fora educada no prestigioso Instituto Patriótico de São Petersburgo, voltado para órfãs da nobreza russa. Quando casou-se com Ilia Tchaikovski, em 1833, Aleksandra era dezoito anos mais jovem que o noivo, e tornou-se a segunda de suas três esposas.

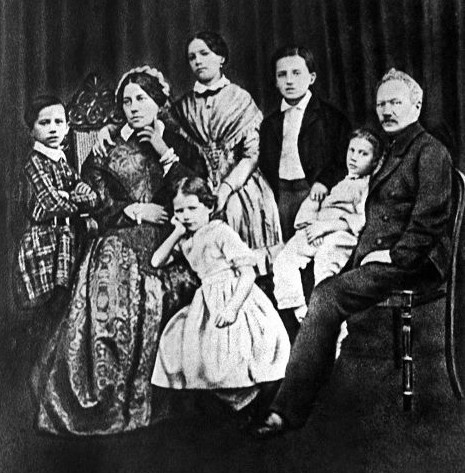
A família Tchaikovski em 1848. Piotr Tchaikovski, o futuro compositor, é o primeiro à esquerda.

Ambos, Ilia e Aleksandra, haviam recebido educação em artes, incluindo música, pois à época essa era considerada uma competência importante para funcionários públicos em áreas remotas da Rússia, cuja vida implicava a necessidade de entretenimento, sobretudo em encontros sociais. Dos seus seis irmãos, Tchaikovski tinha mais proximidade com a sua irmã Aleksandra e com os gêmeos Anatoli e Modest. O casamento de sua irmã Aleksandra produziria sete filhos, e emprestaria a Piotr Tchaikovski a única vida familiar que ele conheceria enquanto adulto. Uma dessas crianças, Vladimir Davidov, a quem o compositor apelidaria Bob, mais tarde se tornaria muito próxima dele.
Em 1844, os pais do compositor contrataram Fanny Dürbach, uma governanta francesa de 22 anos de idade. O pequeno Piotr, de quatro anos e meio de idade, foi inicialmente considerado jovem demais para receber as lições que a governanta administrava ao seu irmão mais velho Nikolai e a uma sobrinha da família. Contudo, sua insistência acabou por convencer Dürbach, e aos seis anos de idade ele falava francês e alemão. Tchaikovski se apegou à jovem governanta, e já se sugeriu que a afeição que ele recebia dessa moça buscava compensar a distância emocional de sua mãe. Contudo, esse ponto de sua biografia permanece relativamente controverso, visto outros terem afirmado que Aleksandra Andreievna nutria grande afeto pelo filho. Dürbach preservou muito do trabalho musical de Tchaikovski desse período, incluindo as suas primeiras composições conhecidas, e mais tarde tornou-se uma importante fonte de informações sobre a infância do compositor. Apesar de ter deixado de trabalhar para a família Tchaikovski por ocasião da mudança desta para São Petersburgo, em 1848, quando o jovem Piotr tinha oito anos, ela se corresponderia com ele até a sua vida adulta.

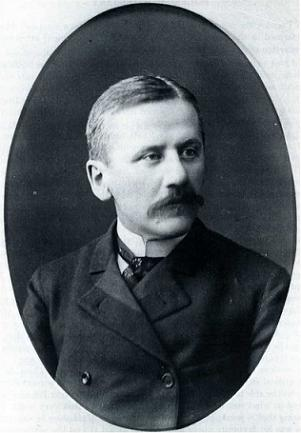
Muito do que se sabe sobre a vida privada de Tchaikovski se deve à sua correspondência, sobretudo aquela trocada com seu irmão Modest.

Desde pequeno, Tchaikovski passou a receber aulas de piano em casa, e seus pais compraram um orquestrião, um tipo de órgão que podia imitar elaborados efeitos orquestrais e executava peças de Wolfgang Mozart, Gioachino Rossini, Vicenzo Bellini e Gaetano Donizetti. Em 1844, aos quatro anos, ele realizou sua primeira tentativa de composição, uma canção chamada Nossa Mamãe em Petersburgo, escrita juntamente com sua mãe. Seus pais, inicialmente encorajando seu talento por razões práticas e estéticas, no final de 1845 contrataram uma tutora chamada Maria Pilchikova. Precoce, dentro de três anos sua habilidade em ler partituras seria comparável à de sua professora. Em 1848, quando da mudança de sua família para São Petersburgo, Tchaikovski e seus irmãos foram matriculados em uma escola privada, onde ele continuou a receber lições de piano até 1849.
Contudo, em 1850 os pais de Tchaikovski decidiram enviá-lo para a Escola Imperial de Jurisprudência. Ilia Petrovitch e Aleksandra Andreievna haviam se formado em institutos de São Petersburgo e pensavam que, na Escola de Jurisprudência, que servia principalmente à pequena nobreza, o jovem Piotr receberia uma educação que o prepararia para uma carreira como funcionário público. Naquela época, independentemente do talento, as únicas carreiras musicais disponíveis na Rússia - exceto para a aristocracia afluente - eram como instrutor em um conservatório ou como instrumentista em um dos teatros imperiais. Ambas as opções eram percebidas como destinadas aos níveis mais baixos da escala social, sendo exercidas por indivíduos que gozavam de direitos semelhantes aos dos camponeses. Além disso, as motivações dos pais de Tchaikovski podem ter sido fundadas em razões mais imediatas, pois a renda de Ilia Tchaikovski vinha se tornando cada vez mais incerta. Como consequência, é possível que eles desejassem ver o filho tornar-se independente o mais rapidamente possível. Como a idade mínima para aceitação na Escola Imperial de Jurisprudência era doze anos, Tchaikovski teve de frequentar por dois anos a Escola Preparatória da Escola Imperial de Jurisprudência, a 1,3 mil quilômetros de sua família. Uma vez transcorridos esses dois anos, Tchaikovski foi transferido para a Escola Imperial de Jurisprudência, onde realizaria um curso de sete anos de estudos.
A separação precoce de Tchaikovski de sua mãe causou um trauma emocional que durou o resto de sua vida, e que foi intensificado pela sua morte de cólera em 1854, quando ele tinha catorze anos. A perda de sua mãe levou-o a fazer sua primeira composição séria, uma valsa em sua memória, e, deprimido, ele apenas informou Fanny Dürbach da morte de Aleksandra Andreievna transcorridos dois anos. Ilia Petrovitch, que também contraíra cólera, assim que se recuperou mandou o filho de volta à escola, na esperança de que os estudos ocupassem a mente do menino. Piotr Tchaikovski compensou seu isolamento estabelecendo amizades que durariam o resto de sua vida, notadamente com os seus colegas Aleksei Apukhtin e Vladimir Gerard. A música, embora não fosse uma prioridade na Escola de Jurisprudência, fazia parte do seu currículo e também ajudou Tchaikovski a ligar-se aos seus colegas. Eles freqüentavam regularmente a ópera, e Tchaikovski improvisava no harmônio da escola, brincando com temas que ele e seus colegas haviam aprendido nas aulas de canto coral. Tchaikovski também continuou seus estudos de piano com Franz Becker, um fabricante de instrumentos que ocasionalmente visitava a escola; no entanto, segundo o musicólogo David Brown, os resultados foram "insignificantes".
Em 1855, Ilia Petrovitch pagou lições particulares com Rudolph Kündinger, um conhecido professor de piano, e o questionou sobre uma carreira musical para seu filho. Embora impressionado com o talento do menino, Kündinger disse que nada do que observara sugeriria um futuro como compositor ou intérprete. Mais tarde, Kündinger admitiu que essa avaliação fora baseada em suas próprias experiências negativas como músico na Rússia, e em sua relutância em ver o jovem Tchaikovski tratado da mesma forma. Embora seu pai tenha permanecido receptivo quanto a uma carreira musical, ele instruiu Piotr a terminar seu curso na Escola Imperial de Jurisprudência e tentar um posto no Ministério da Justiça.

### Buscando uma carreira como compositor

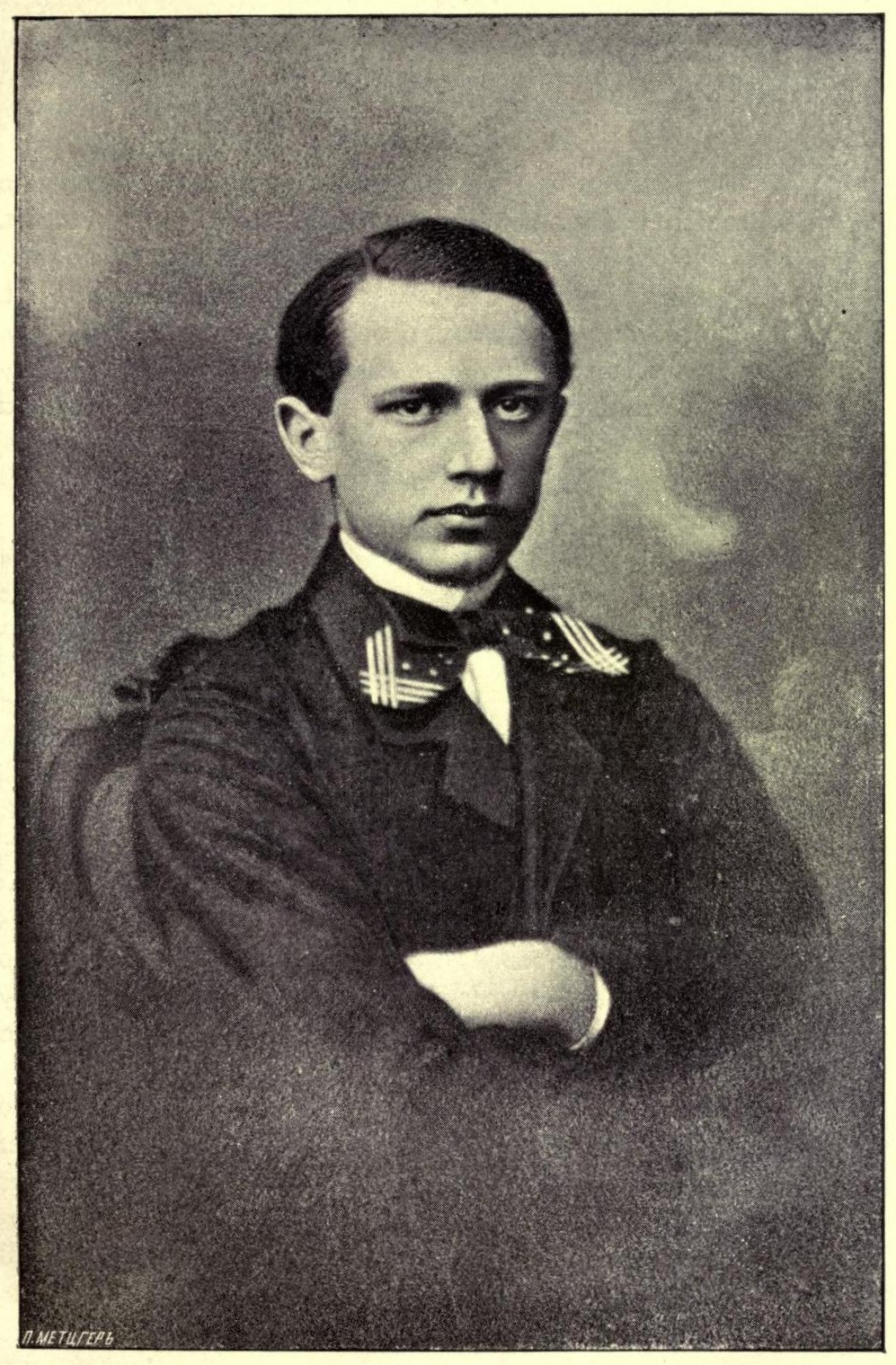
Tchaikovski em 1863, aos 23 anos

Em 10 de junho de 1859, anos 19 anos, graduou-se na Escola Imperial de Jurisprudência. Nomeado para o Ministério da Justiça um mês depois, dentro de seis meses ele tornou-se assistente júnior, e, dois meses depois, assistente sênior. Ele permaneceu nesse posto pelo resto de sua carreira no serviço civil, que durou três anos. Enquanto isso, a Sociedade Musical Russa (SMR) foi fundada em 1859 pela grã-duquesa Helena Pavlovna (uma tia alemã do czar Alexandre II) e por seu protegido, o pianista e compositor Anton Rubinstein. Czares e aristocratas anteriores haviam se concentrado quase exclusivamente na importação de talentos europeus, e o objetivo da SMR era cumprir o desejo de Alexandre II de promover talentos nativos. Como parte de suas atividades, ela organizava uma temporada regular de concertos públicos (anteriormente realizada apenas durante as seis semanas da quaresma, quando os teatros imperiais estavam fechados) e oferecia treinamento profissional em música. Em 1861, Tchaikovski frequentou aulas da SMR em teoria musical, ensinadas por Nikolai Zaremba no Palácio Mikhailovski, que mais tarde viria a abrigar o Museu Russo.

Essas aulas foram precursoras do Conservatório de São Petersburgo, inaugurado em 1862. Opondo-se às expectativas da família e abdicando da carreira jurídica, Tchaikovski se matriculou no Conservatório como parte de sua primeira turma. Devido ao seu domínio do instrumento, ele foi dispensado das aulas compulsórias de piano, mas decidiu estudar flauta e órgão. Ainda mais importante para sua formação musical, ao longo do curso de três anos ele estudou harmonia e contraponto com Zaremba, e orquestração e composição com Rubinstein. O Conservatório beneficiou Tchaikovski de duas maneiras. Primeiro, ela o transformou em um músico profissional, com as competências necessárias para prosperar como compositor, e, depois, o expôs aos princípios e às formas musicais europeus, que lhe fizeram compreender que a sua arte não era exclusivamente russa ou ocidental. Essa compreensão se tornaria fundamental na carreira de Tchaikovski, que buscaria reconciliar as influências russas e europeias em seu estilo composicional. Ele acreditava e tentava mostrar em sua música que ambos os aspectos estavam "interligados e mutuamente dependentes", e seus esforços se tornaram um ponto de partida para outros compositores russos que buscaram construir seus próprios estilos.

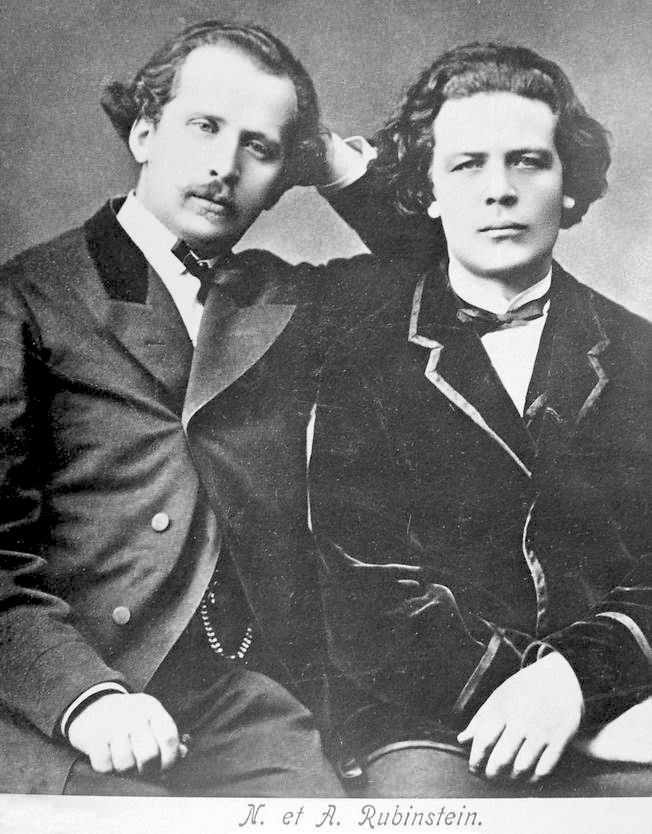
Os irmãos Nikolai e Anton Rubinstein.

O período de Tchaikovski no Conservatório coincidiu com o declínio financeiro do seu pai, e por essa época ele começou a se manter por meio de lições de piano a alunos que lhe eram encaminhados por Anton Rubinstein. Em geral, Rubinstein se impressionara com o talento musical de Tchaikovski, e mais tarde o citou em sua autobiografia como "um compositor de gênio". Contudo, ele mostrou-se menos satisfeito com as tendências mais progressistas de alguns de seus trabalhos enquanto estudante. Quanto a isso, ele não mudou de opinião, mesmo com a reputação de Tchaikovski crescendo. Notadamente, ele e Zaremba entraram em confronto com o compositor, quando ele candidatou a sua Sinfonia nº. 1 para uma apresentação da SMR em São Petersburgo. Rubinstein e Zaremba se recusaram a considerar o trabalho, a menos que mudanças substanciais fossem feitas; e, embora Tchaikovski tenha concordado e feito algumas mudanças, ainda assim eles se recusaram a incluí-la no programa. Tchaikovski, frustrado por ser tratado como se ainda fosse um aluno, retirou a candidatura de sinfonia. A sua primeira apresentação completa, sem as mudanças que Rubinstein e Zaremba pediram, ocorreu em Moscou, em fevereiro de 1868.
Ao graduar-se no Conservatório em 1865, Tchaikovski recebeu a maior honraria da escola, a sua medalha de prata. Pouco tempo depois, o irmão de Anton Rubinstein, Nikolai, ofereceu-lhe o cargo de professor de harmonia na mesma instituição. Embora o salário de um professor fosse de apenas cinquenta rublos por mês, o convite impulsionou o moral de Tchaikovski e levou-o a aceita-lo. Pela mesma época, ele também se entusiasmou com a notícia da primeira apresentação pública de uma de suas obras, intitulada Danças Características, que foi conduzida por Johann Strauss II em um concerto nos jardins do Palácio Pavlovsk, em 11 de setembro de 1865. Tchaikovski mais tarde incluiu este trabalho, re-intitulado Danças das Camareiras, em sua ópera Voievoda.
De 1867 a 1878, Tchaikovski combinou seus deveres profissionais com a crítica musical, enquanto continuava compondo. Essa atividade o expôs à música contemporânea e lhe proporcionou oportunidades de viajar para o exterior. Em suas resenhas, ele elogiou Ludwig van Beethoven, considerou Johannes Brahms superestimado e, apesar de sua admiração, criticou Robert Schumann por uma orquestração ruim. Em 1875 assistiu a uma das primeiras apresentações da ópera Carmen, de Georges Bizet, e uma experiência que o impressionou duradouramente. Contrariamente, presenciou a encenação de Der Ring des Nibelungen, de Richard Wagner, em sua apresentação inaugural na Bayreuth Festspielhaus, na Alemanha, e, embora tenha percebido seu valor histórico, não apreciou a música, chamando Das Rheingold de "disparate improvável, no qual, de vez em quando, brilham detalhes extraordinariamente belos e surpreendentes". Enquanto crítico de música, ele também abordou com frequência a má situação da ópera russa.

#### Relação com Os Cinco

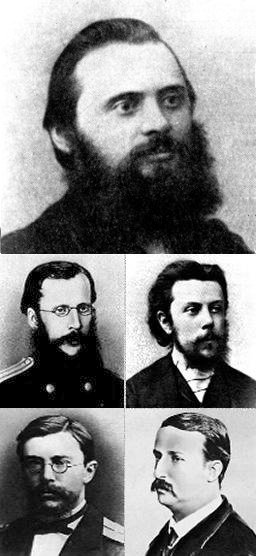
Os Cinco. Do alto, em sentido horário: Balakirev, Mussorgski, Borodin, Rimski-Korsakov e Cui.

Em 1856, enquanto Tchaikovski ainda estava na Escola Imperial de Jurisprudência e Anton Rubinstein articulava aristocratas para formar a SMR, o crítico Vladimir Stasov e um pianista de 18 anos, Mili Balakirev, reuniram-se e concordaram em promover uma agenda nacionalista para a música russa, a fim de fomentar obras que tivessem Mikhail Glinka como modelo e incorporassem elementos da música folclórica russa, rejeitando as práticas musicais ocidentais e usando dispositivos harmônicos exóticos, como a escala hexafônica e escala octatônica. Eles viam os conservatórios de estilo ocidental como desfavoráveis à formação de talentos nativos. Assim Balakirev, César Cui, Modest Mussorgski, Nikolai Rimski-Korsakov e Aleksandr Borodin ficaram conhecidos como o Grupo dos Cinco ou o "Poderoso Punhado" (em russo:  Могучая кучка, transl. moguchaya kuchka), expressão esta cunhada por Vladimir Stasov em 1867.
Os esforços desse grupo foram recebidos com críticas aguçadas, que por sua vez levaram a confrontações. Notadamente, Rubinstein criticou a ênfase do grupo em "esforços amadores" na composição musical, e em resposta Balakirev e mais tarde Mussorgski atacaram Rubinstein por seu conservadorismo musical e sua crença no treinamento musical profissional. Tchaikovski e seus colegas estudantes de conservatório foram apanhados no meio da disputa.
Apesar de ambivalente sobre boa parte da música dos Cinco, Tchaikovski manteve relações amistosas com a maioria de seus membros. Em 1869 ele e Mili Balakirev trabalharam juntos no que se tornou a primeira obra-prima de Tchaikovski, a sua abertura-fantasia Romeu e Julieta, obra que os Cinco abraçaram de todo o coração. O grupo também recebeu com alegria a sua Sinfonia nº. 2, apelidada Pequena Russa, por vezes considerada a obra de Tchaikovski que mais se aproximou dos ideais nacionalistas russos da época. Apesar de seu apoio, Tchaikovski fez esforços consideráveis para garantir sua independência musical, tanto em relação ao Grupo dos Cinco, quanto em relação à facção mais conservadora do Conservatório de São Petersburgo.

#### Fama crescente

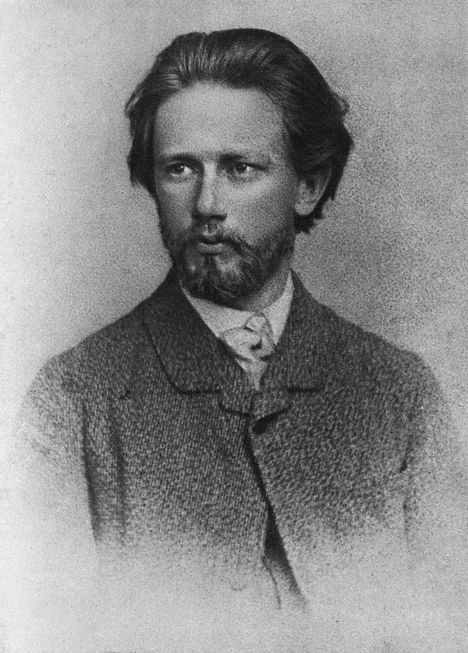
Piotr Tchaikovski, por volta de 1870.

A irregularidade dos sucessos musicais de Tchaikovski, conquistados com tremendo esforço, exacerbou a sua sensibilidade às críticas. Os acessos de raiva de Nikolai Rubinstein criticando a sua música, inclusive o seu famoso ataque ao seu Concerto para Piano e Orquestra n.º 1, contribuíram ainda mais para isso. No entanto, a popularidade de Tchaikovski aumentou, e crescentemente artistas de primeira linha se mostraram dispostos a realizar as suas composições. Notadamente, Hans von Bülow regeu o Concerto para Piano e Orquestra n.º 1 e defendeu outras obras de Tchaikovski como pianista e regente, e outros artistas a executarem suas obras nessa época incluem Adele aus der Ohe, Max Erdmannsdörfer, Eduard Naprávnik e Sergei Taneiev.
Outro fator que ajudou a música de Tchaikovski a se tornar popular foi uma mudança de atitude do próprio público russo. Embora anteriormente as audiências do país tivessem se satisfeito com performances virtuosas e extravagantes. de composições tecnicamente exigentes mas musicalmente leves, gradualmente elas passaram a ouvir com crescente apreciação a música em si. As obras de Tchaikovski eram realizadas com frequência, com pouco tempo entre a composição e as primeiros apresentações, e a publicação em 1867 de suas canções e músicas para piano, voltadas para o ambiente familiar, também ajudou a aumentar a sua popularidade como compositor.
No final da década de 1860, Tchaikovski também começou a compor óperas. Sua primeira, Voievoda, baseada em uma peça de Aleksandr Ostrovski, estreou em 1869, com uma recepção favorável mas sucesso transitório. O compositor ficou insatisfeito com o resultado, e, tendo reutilizado em obras posteriores partes de suas composições, destruiu seu manuscrito. A ela seguiu-se Undina, em 1870, da qual apenas trechos foram realizados, e que também foi destruída pelo compositor. Dentre esses projetos, Tchaikovski começou a compor uma ópera chamada Mandragora, para um libreto de Sergei Rachinski, mas acabou por abandona-la após compor o pequeno Coro de Flores e Insetos.
A primeira ópera de Tchaikovski a sobreviver intacta, Oprítchnik, estreou em 12 de abril de 1874. Durante a sua composição, ele perdeu o libreto semi-finalizado que Ostrovski lhe entregara, e, constrangido demais para pedir outra cópia, decidiu reescreve-lo, modelando sua técnica dramática na de Eugène Scribe. Estreada a obra, ela experimentou algum sucesso de público, mas a crítica a recebeu de maneira claramente negativa. César Cui, em particular, descreveu-a como "vazia de ideias". Mussorgski, em uma carta para Vladimir Stasov, desaprovou a ópera e considerou que ela buscava excessivamente agradar o público. No entanto, seu sucesso junto ao público perdurou, e a ópera Oprítchnik continua a ser realizada de tempos em tempos na Rússia.
Outras obras deste período incluem as Variações em um tema rococó, as sinfonias n.º 3 e n.º 4, a ópera Ievguêni Oniéguin, o balé O Lago dos Cisnes. A última das primeiras óperas de Tchaikovski, Vakula, o ferreiro, foi composta na segunda metade de 1874. O libreto, baseado em um conto de Nikolai Gogol, deveria ter sido musicado por Aleksandr Serov, mas, com a sua morte, a grã-duquesa Helena Pavlona e mais tarde a SMR organizaram uma competição em sua homenagem, com a garantia de que composição vencedora seria executada no Teatro Imperial Mariinski. Tchaikovski foi declarado vencedor, e a ópera estreou em 1876, desfrutando de uma recepção morna da crítica. Após a morte de Tchaikovski, Rimski-Korsakov escreveu uma ópera baseada na mesma história de Gogol.

### Casamento e sexualidade

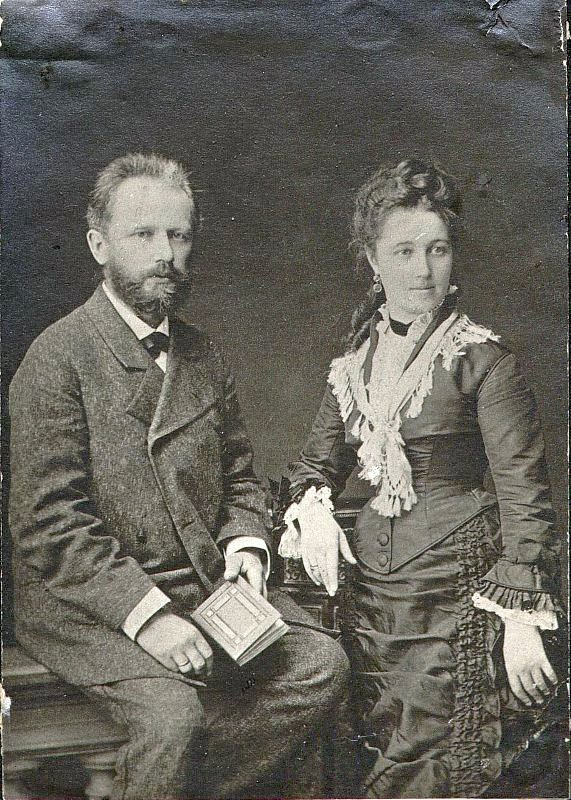
O compositor e sua esposa Antonina, em 1877.

Discussões a respeito da sexualidade de Tchaikovski talvez tenham sido as mais intensas sobre qualquer compositor no século XIX, e certamente o foram em relação a qualquer compositor russo de seu tempo. Esse tema é objeto de considerável controvérsia, envolvendo esforços da família de Tchaikovski e do governo russo para retratá-lo como heterossexual, e análises que argumentam categoricamente o contrário, mas sem apresentar novas evidências. Apesar dessas questões, em sua maioria os biógrafos de Tchaikovski concordam que ele era homossexual. Por longos períodos, ele procurou ativamente a companhia de outros homens em seu círculo, "associando-se abertamente e estabelecendo conexões profissionais com eles", e existem fartos indícios de que ele manteve relacionamentos com eles, incluindo com o músico Iosif Kotek, por volta da época do seu casamento. Porções relevantes da autobiografia de seu irmão Modest tratam da orientação sexual do compositor, assim como cartas anteriormente suprimidas pelos censores soviéticos, nas quais Tchaikovski escreveu abertamente sobre isso, sobretudo quando em correspondência com Modest, que era mais abertamente homossexual.
A natureza sexual de Tchaikovski tornara-se perceptível pelo menos desde sua época na Escola Imperial de Jurisprudência, e durante seu período como funcionário público em São Petersburgo, Tchaikovski buscou desfrutar das oportunidades culturais e sociais da capital russa e envolveu-se em aventuras amorosas, até que a ameaça de um escândalo expondo a sua homossexualidade "recobrou-lhe a sobriedade".

Em 1868, ele conheceu a soprano belga Désirée Artôt, e, pouco depois, em uma carta a seu irmão Anatoli, Tchaikovski cobriu-a de elogios dizendo que "raramente conheci uma mulher tão amável, inteligente e gentil". Eles se apaixonaram, no caso de Tchaikovski talvez mais pela voz e pelas performances de Artôt, e poucos meses depois de se conhecerem passaram a planejar casamento. Contudo, o relacionamento não prosperou, talvez pela recusa de Artôt em desistir do palco ou se estabelecer na Rússia, ou pelo fato de sua família ter sido alertada das inclinações sexuais do compositor. Tchaikovski permaneceu solteiro pela maior parte de sua vida, e mais tarde afirmou que ela era a única mulher que ele amara. Contudo, a partir de 1876 ele voltou a mencionar aos seus familiares a possibilidade de casamento. Nesse período, a correspondência do compositor indica grande preocupação com escândalos envolvendo a sua sexualidade, que ele temia afetassem a reputação e pudessem ostracizar seus familiares. Em uma carta, por exemplo, ele faz referência à sua orientação sexual e à do seu irmão, justificando sua decisão em se casar:
| “ | Agora estou passando por um período muito crítico em minha vida. Eu vou entrar em mais detalhes mais tarde, mas por agora vou simplesmente dizer-lhe: eu decidi me casar. É inevitável. Eu tenho que fazer isso não apenas para mim, mas também por você [Modest], e por Tolia, Sasha, e todos aqueles que amo. Por você, em particular! Você também, Modia, deve pensar cuidadosamente sobre isso [...] Farei sérios preparativos para contrair um casamento legal, independentemente da identidade da outra parte [...] Como é terrível pensar que aqueles que me amam possam, por vezes, sentir vergonha de mim. Em suma, eu procuro casamento ou algum tipo de envolvimento público com uma mulher, para calar a boca de criaturas desprezíveis cujas opiniões não significam nada para mim, mas que estão em posição de causar sofrimento aos que me são próximos. | ” |

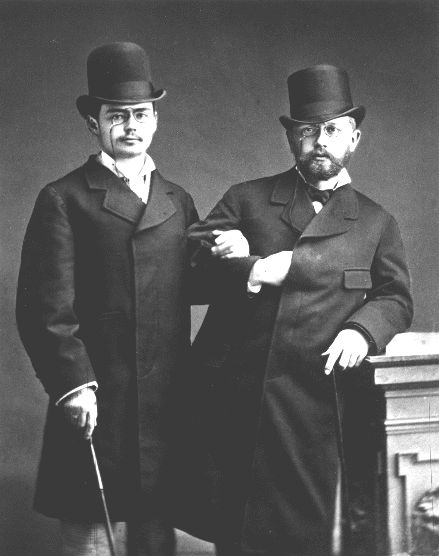
Iosif Kotek (esquerda) e Tchaikovski (1877).

Assim, em 1877, aos 37 anos, o compositor desposou uma ex-aluna, Antonina Miliukova. Rapidamente, esse casamento mostrou-se um desastre. Incompatível psicologicamente e sexualmente, o casal viveu junto por apenas dois meses e meio, até Tchaikovski partir para o estrangeiro, extenuado emocionalmente e sofrendo de um agudo bloqueio criativo. Contudo, Tchaikovski nunca culpou Antonina pelo insucesso do seu casamento, e é provável que essa experiência o tenha forçado a encarar a verdade sobre a sua sexualidade. Embora durante a primeira parte de sua vida ele tenha tratado a sua sexualidade como um fato moralmente indiferente e que ele pensava poder suprimir quando se tornasse necessário, a perspectiva de vir a casar-se levou-o a considerar imperativo pôr isso em prática, isso é, reprimir as suas inclinações. Contudo, ele parece ter obtido pouco sucesso nessa empreitada. Em uma carta a Modest em 1876, em que ele admitira ter três encontros sexuais recentes, mostrara remorso ao afirmar que "não me é possível conter-me, apesar de todos os votos que fiz a mim mesmo, de minhas próprias fraquezas".
Apesar de evidências importantes a respeito de sua sexualidade, não é claro o quão confortável o compositor se sentia em relação a ela, sobretudo nas décadas seguintes ao seu casamento. Não se sabe com precisão se Tchaikovski, como afirma o musicólogo e biógrafo David Brown, "se sentiu perturbado dentro de si mesmo, tomado por algo de que, ele finalmente percebeu, nunca poderia escapar", ou se, como coloca o biógrafo Alexander Poznansky, ele "não sentia qualquer culpa insuportável" por sua natureza sexual e "chegou a entender as suas peculiaridades sexuais como uma parte insuperável e até mesmo natural de sua personalidade [...] sem sofrer qualquer dano psicológico grave."

### Anos no estrangeiro

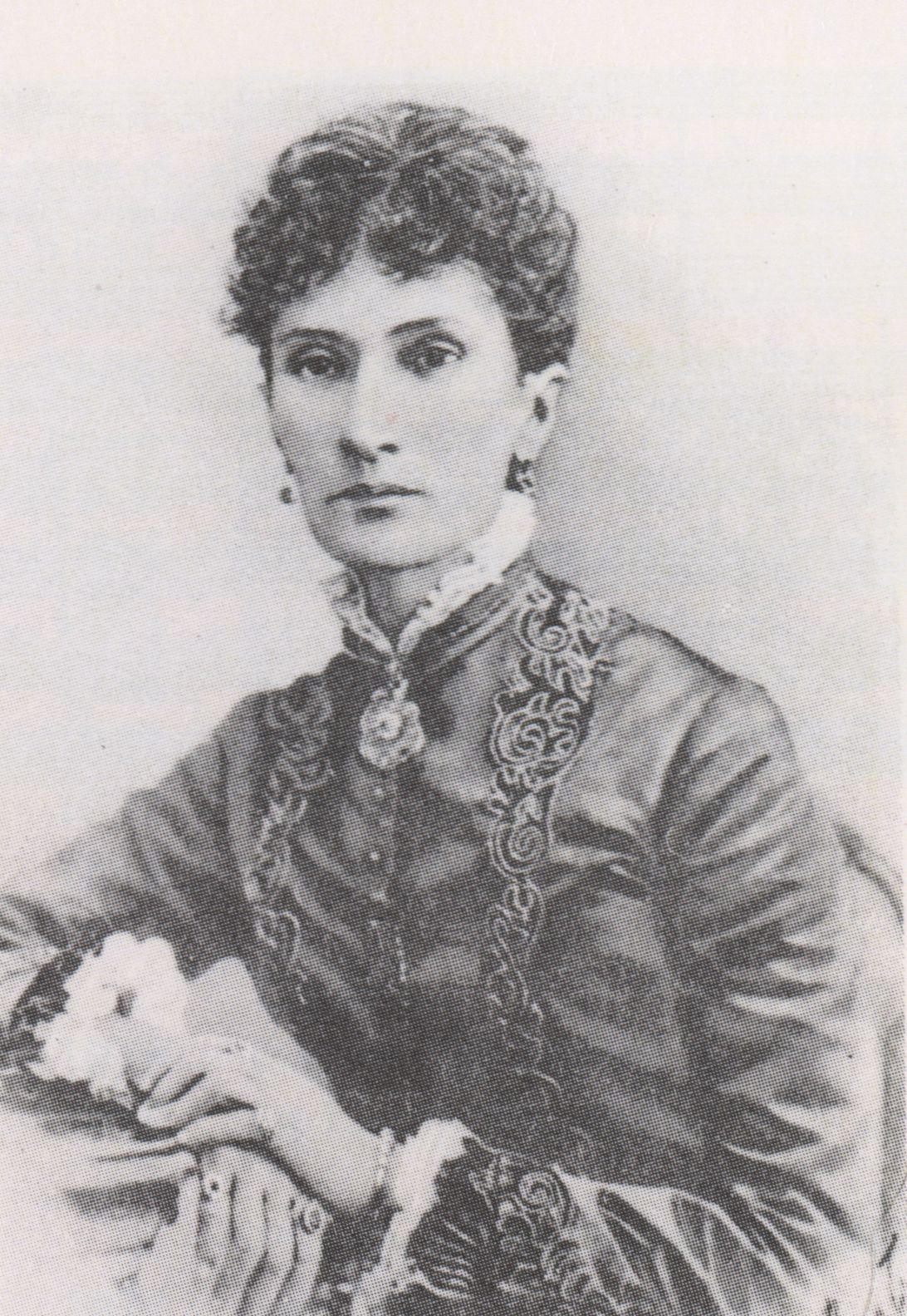
Nadejda von Mekk, patrona e confidente de Tchaikovski de 1877 a 1890.

Tchaikovski permaneceu no exterior por um ano após a desintegração de seu casamento. Sua família continuou a apoiá-lo durante esta crise e ao longo de sua vida, e ele também foi auxiliado por Nadejda von Mekk, a viúva de um magnata da ferrovia, que tornara-se sua apoiadora financeira não muito antes do casamento. Ela se transformaria em uma importante amiga e apoiadora emocional do compositor, e seria sua mecenas pelos próximos 13 anos, o que lhe permitiria concentrar-se exclusivamente em suas composições.
Durante esse tempo, ele completou a ópera Ievguêni Oniéguin, orquestrou a sua Sinfonia n.º 4 e compôs um Concerto para Violino e Orquestra. Ele retornou brevemente ao Conservatório de Moscou, no outono de 1879, e, durante os anos seguintes, assegurado pela renda regular de von Mekk, viajou incessantemente pela Europa e pela Rússia rural, principalmente sozinho e evitando contatos sociais sempre que possível. Durante esse tempo, a reputação estrangeira de Tchaikovski cresceu, e uma reavaliação positiva de sua música também ocorreu na Rússia, graças em parte ao apelo do romancista russo Fiódor Dostoiévski por "unidade universal" com o Ocidente, em 1880. Antes do apelo de Dostoiévski, a música de Tchaikovski era considerada "excessivamente dependente do Ocidente", mas a mensagem do escritor se espalhou pela Rússia e esse estigma em relação à música de Tchaikovski evaporou-se. Ele foi aclamado de maneira sem precedentes e até mesmo atraiu seguidores dentre os jovens intelectuais de São Petersburgo, como Aleksandr Benois, Leon Bakst e Serguei Diaguilev.
Duas de suas obras musicais deste período se destacam. Com a Catedral de Cristo Salvador sendo concluída em Moscou em 1880, o 25.º aniversário da coroação de Alexandre II programado para 1881, e a Exposição de Artes e Indústria de Moscou de 1882 em fase de planejamento, Nikolai Rubinstein sugeriu a Tchaikovski que compusesse uma grande peça comemorativa. Tchaikovski concordou, e terminou essa obra em seis semanas. Em uma carta a Nadejda von Mekk, ele escreveu que esta peça, a Abertura 1812, seria "muito alta e barulhenta, mas eu a escrevi sem qualquer sentimento caloroso de amor e, portanto, provavelmente não haverá méritos artísticos nela". Ele também avisou o maestro Eduard Naprávnik que "eu não ficarei surpreso e ofendido se você achar que está em um estilo inadequado para concertos de sinfonia". No entanto, para muitos, essa abertura tornou-se "a peça de Tchaikovski que eles conhecem melhor", notada particularmente pelo uso de canhões nas partituras.
Em 23 de março de 1881, Nikolai Rubinstein morreu em Paris. Em dezembro do mesmo ano, Tchaikovski começou a trabalhar em seu Trio em A menor para piano, "dedicado à memória de um grande artista". Realizada pela primeira vez em uma apresentação particular no Conservatório de Moscou, no primeiro aniversário da morte de Rubinstein, a peça se tornou extremamente popular durante a vida do compositor. Em novembro de 1893 ela seria usada na elegia do próprio Tchaikovski, em concertos memoriais em Moscou e São Petersburgo.

### Retorno à Rússia

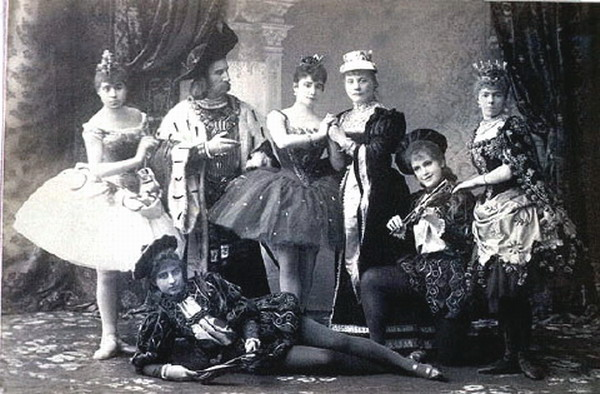
Elenco original do balé A Bela Adormecida, em São Petersburgo (1890).

Em 1884 Tchaikovski começou a perder sua insociabilidade e inquietação. Naquele ano, no mês de março, o czar Alexandre III conferiu-lhe a Ordem de São Vladimir quarta classe, que vinha acompanhada de um título nobiliárquico hereditário e uma audiência pessoal com o czar. Isso foi visto como um selo de aprovação oficial, que promoveu a posição social de Tchaikovski. Aos olhos do compositor esse avanço em sua posição pode ter sido reforçado pelo sucesso de sua Suíte Orquestral n.º 3, que estreou em São Petersburgo em janeiro de 1885 e foi imediatamente aclamada pela crítica e pelo público. Nesse mesmo ano Alexandre III solicitou uma nova produção de Ievguêni Oniéguin no Teatro Bolshoi Kamenni, em São Petersburgo. Ao determinar que a ópera fosse encenada lá, e não no Teatro Mariinski, ele buscava afirmar que a música de Tchaikovski estava substituindo a ópera italiana como a arte imperial oficial. Além disso, por sugestão de Ivan Vsevolojski, diretor dos teatros imperiais e um patrono do compositor, Tchaikovski foi premiado pelo czar com uma pensão anual vitalícia de três mil rublos. Embora não oficialmente, na prática isso fez dele o principal compositor da corte russa.
Apesar do seu desdém pela vida pública, agora Tchaikovski participava ativamente dela, tanto como consequência de sua crescente celebridade quanto em função do dever que ele sentia de promover a música russa. Ele colaborou com seu ex-aluno Sergei Taneiev, que agora era diretor do Conservatório de Moscou, participando nos exames de estudantes e mediando as relações por vezes delicadas entre vários membros da equipe. Ele também serviu como diretor da filial de Moscou da Sociedade Musical Russa durante a temporada de 1889-1890, e nessa posição convidou muitas celebridades internacionais para reger na Rússia, incluindo Johannes Brahms, Antonín Dvořák e Jules Massenet.
Durante este período Tchaikovski também começou a promover a música russa por meio de sua atuação como maestro. Em janeiro de 1887 ele substituiu, por um curto espaço de tempo, o regente responsável pelas apresentações de sua ópera Tcherevitchki no Teatro Bolshoi em Moscou. Ao longo desse mesmo ano ele esteve em demanda considerável em toda a Europa e Rússia. Essas performances ajudaram-no a superar o medo do palco que o acompanhara desde sempre, e aumentaram a sua autoconfiança. Em 1888 Tchaikovski regeu sua Sinfonia n.º 5 em sua estreia em São Petersburgo, repetindo o trabalho uma semana depois, com a primeira apresentação de seu poema sinfônico Hamlet. Embora a crítica tenha se mostrado hostil, com César Cui chamando a sinfonia de "rotineira" e "espalhafatosa", ambas as obras foram recebidas com grande entusiasmo pelo público, e Tchaikovski, indiferente, continuou a conduzir a sinfonia na Rússia e na Europa. Sua atividade como regente levou-o aos Estados Unidos, em 1891, onde ele regeu a orquestra da New York Music Society em seu Festival Coronation March, no concerto inaugural do Carnegie Hall.

### Círculo Beliaiev e crescente reputação

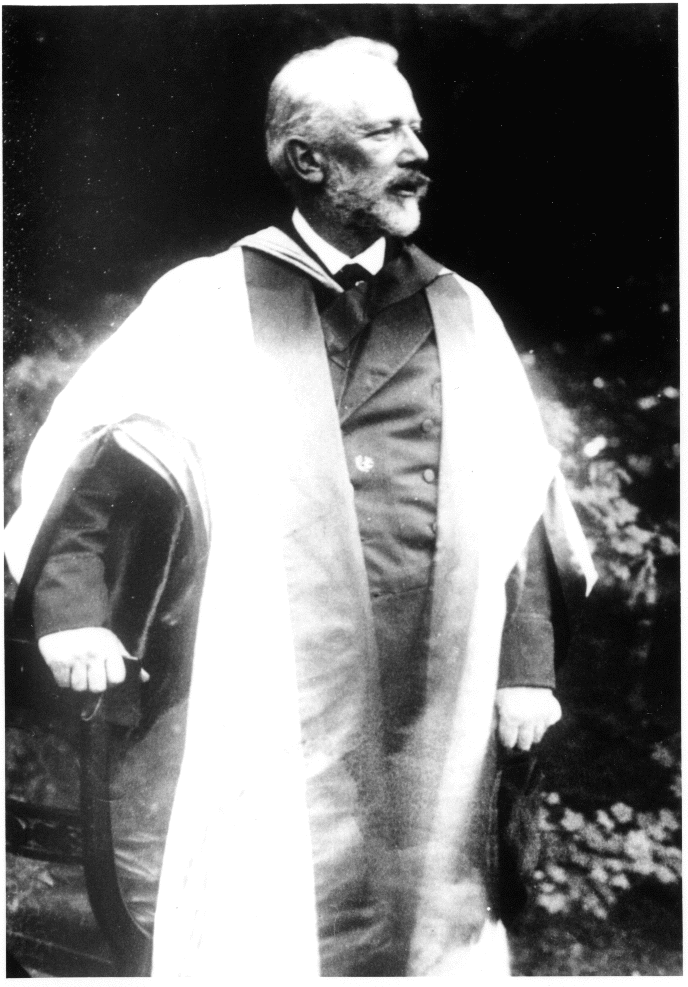
Em 1893, Tchaikovski recebeu da Universidade de Cambridge o título de Doutor Honoris Causa em música.

Em novembro de 1887 Tchaikovski chegou a São Petersburgo a tempo de ouvir vários dos Concertos Sinfônicos Russos, organizados pelo magnata russo Mitrofan Beliaiev e dedicados exclusivamente à música de compositores daquele país. Um desses concertos incluiu a primeira apresentação completa de sua Sinfonia n.º 1 revista, e outro apresentava a versão final da Sinfonia n.º 3 de Nikolai Rimski-Korsakov, cujo círculo de amigos e colaboradores se encontravam em contato com Tchaikovski. Rimski-Korsakov, Aleksander Glazunov, Anatoli Liadov, e vários outros músicos de inclinação nacionalista formaram um grupo conhecido como Círculo Beliaiev, em homenagem ao organizador dos Concertos Sinfônicos Russos e também um influente patrono de músicos. Tchaikovski colaborou intensamente com esse Círculo, tornando-se muito mais à vontade com eles do que com o Grupo dos Cinco e sentindo-se mais confiante em mostrar sua música ao lado deles. Essa relação durou até à sua morte.
Em 1892 Tchaikovski foi eleito membro da Académie des Beaux-Arts, na França, sendo o segundo artista russo a ser aceito nela. No ano seguinte a Universidade de Cambridge, na Inglaterra, honrou Tchaikovski com o título de Doutor Honoris Causa em música.

### Morte
Entre 16 e 28 de outubro de 1893, Tchaikovski conduziu a estreia de sua Sinfonia n.º 6 Pathétique, em São Petersburgo. Nove dias depois ele morreu, aos 53 anos. Foi enterrado no Cemitério de Tikhvin, no Mosteiro de Aleksander Nevski, próximo aos túmulos dos compositores Alexander Borodin, Mikhail Glinka e Modest Mussorgski. Mais tarde Nikolai Rimski-Korsakov e Mili Balakirev também foram enterrados nas proximidades.
Embora tradicionalmente a morte de Tchaikovski tenha sido atribuída ao cólera, por supostamente ter bebido água não fervida em um restaurante local, muitos escritores têm teorizado que seu óbito foi um suicídio. Contudo o assunto permanece particularmente controverso, e o estado do conhecimento a esse respeito foi resumido da seguinte forma: "A polêmica sobre a morte [de Tchaikovski] chegou a um impasse [...] Boatos ligados aos famosos demoram a desaparecer [...] problemas nas evidência oferecem pouca esperança de resolução satisfatória [dessa polêmica]: as circunstâncias do diagnóstico e a confusão testemunhada; a desconsideração dos efeitos a longo prazo do tabagismo e do álcool. Nós não sabemos como Tchaikovski morreu. Talvez nunca saibamos [...]".

## Música
Tchaikovski escreveu muitos trabalhos que se tornaram populares dentre o público de música clássica, incluindo a abertura-fantasia Romeu e Julieta, a Abertura 1812, seus três balés (O Quebra-Nozes, O Lago dos Cisnes e A Bela Adormecida) e a Marcha Eslava. Estes, juntamente com o seu Concerto para Piano e Orquestra n.º 1, o seu Concerto para Violino e Orquestra, as três últimas das suas seis sinfonias numeradas, e as suas óperas A Dama de Espadas e Ievguêni Oniéguin, estão entre os seus trabalhos mais conhecidos. Quase tão populares são a Sinfonia Manfredo, o poema sinfônico Francesca da Rimini, o Capricho Italiano e a Serenata para Cordas.
- Abertura-fantasia Romeu e Julieta.

- Trecho da Dança da Fada Açucarada, de O Quebra-Nozes.

- Cena de O Lago dos Cisnes.

- A Abertura 1812.

- Trecho do poema sinfônico Francesca da Rimini.

- Terceiro movimento da Sinfonia n.º4.

### Gama criativa
Tchaikovski exibia uma gama estilística e emocional extraordinariamente ampla, de peças de salão de charme inofensivo a sinfonias de tremenda profundidade, força e grandeza. Algumas de suas obras, como as Variações em um Tema Rococó, empregam uma forma clássica que lembra os compositores do século XVIII, como Wolfgang Mozart, que era o seu compositor favorito. Outras composições, como sua Sinfonia n.º 2 Pequena Russa, e sua ópera Vakula, o ferreiro, flertam com práticas musicais mais parecidas com as do Grupo dos Cinco, especialmente no uso de canções folclóricas. Além disso, trabalhos como as suas últimas três sinfonias empregam uma linguagem musical pessoal que possibilitou uma expressão emocional intensa.

### Tchaikovski e a Ucrânia

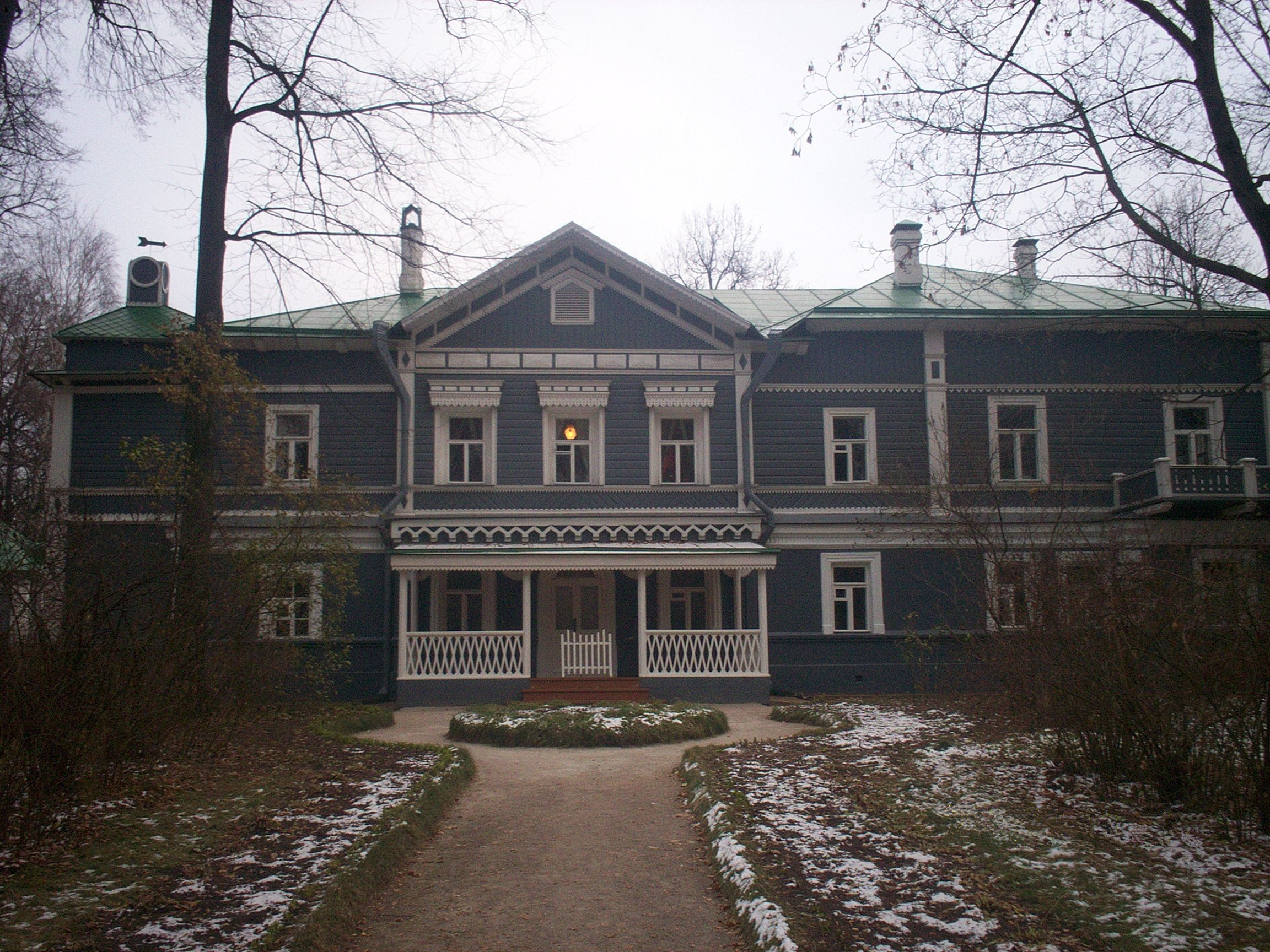
A última casa em que o compositor morou, em Klin, e que hoje abriga a Casa-Museu Tchaikovski.

Tchaikovski visitou a Ucrânia pela primeira vez em 1864, hospedando-se em Trostianets, onde escreveu seu primeiro trabalho orquestral, a abertura A tempestade. Nos vinte e oito anos seguintes, ele visitou mais de quinze cidades da Ucrânia, por vezes permanecendo por alguns meses em cada uma delas. Uma de suas localidades favoritas era Kamianka, no Oblast de Tcherkássi, onde sua irmã Aleksandra morava com sua família. Sobre Kamianka, ele escreveu que "encontrei uma sensação de paz em minha alma, que não encontrei em Moscou e São Petersburgo". Tchaikovski escreveu mais de trinta composições enquanto estava na Ucrânia. Ele também visitou o compositor ucraniano Mikola Lisenko, em 1890, e assistiu a uma performance de sua ópera Taras Bulba na Ópera de Kiev. Tchaikovski foi um dos fundadores do Conservatório de Música de Kiev, que mais tarde foi rebatizado com o seu nome. Ele também se apresentou em concertos como maestro em Kiev, Odessa e Carcóvia.

### Estilo de composição

#### Melodia
O crítico de música e jornalista americano Harold Schonberg escreveu sobre o "fundo de melodia doce, inesgotável e super-sensório" de Tchaikovski, uma característica que segundo ele assegurou o sucesso contínuo de sua música com o público. A variedade de estilos melódicos das obras de Tchaikovski é tão ampla quanto a variedade de suas composições. Por vezes ele usava melodias de estilo ocidental, em outros casos melodias originais escritas no estilo da música folclórica russa, e até mesmo músicas folclóricas reais.
De acordo com o dicionário de música The New Grove, o talento melódico de Tchaikovski podia se tornar seu pior inimigo de duas maneiras. O primeiro desafio que a melodia apresentava relacionava-se com a herança étnica de Tchaikovski. Ao contrário dos compositores ocidentais, os compositores russos compunham melodias que tendiam a ser autossuficientes; eles funcionavam com uma mentalidade de estase e repetição, e não de progresso e desenvolvimento progressivo. Em um nível técnico, isso o levou a usar a modulação a fim de introduzir um segundo tema contrastante, algo que se mostrava difícil, pois esse conceito estrangeiro não existia na música russa da época. A segunda maneira como a melodia trabalhou contra Tchaikovski foi algo que ele compartilhou com a maioria dos compositores da era romântica. Eles não escreviam nas formas melódicas regulares e simétricas que funcionavam bem com a forma sonata, como aquelas favorecidas por compositores clássicos como Joseph Haydn, Mozart ou Beethoven, mas eram completas e independentes por si mesmas. Essa independência impediu seu uso como elementos estruturais em combinação com outras formas melódicas do mesmo tipo. Por esse motivo, já se considerou que os compositores românticos "nunca foram sinfonistas natos". Tudo o que um compositor romântico, como Tchaikovski, podia fazer com suas melodias era essencialmente repeti-las e eventualmente modificá-las para gerar tensão, manter interesse e satisfazer os ouvintes.

#### Harmonia
A harmonia poderia ser uma armadilha potencial para Tchaikovski, já que compositores russos da época tendiam a focar na inércia e em estruturas autossuficientes, enquanto o estilo de harmonia ocidental trabalhava contra isso, para fazer a música progredir e, em uma última instância, moldá-la. A modulação, a mudança de um tom para outro, foi um princípio condutor tanto na harmonia quanto na forma sonata, que desde meados do século XVIII tornara-se a principal estrutura musical ocidental em larga escala. A modulação mantinha o interesse harmônico por períodos mais longo, fornecia um claro contraste entre os temas musicais de uma peça, e explicitava como esses temas relacionavam-se entre si. Um ponto a favor de Tchaikovski foi "um talento para a harmonia" que "impressionou" Rudolph Kündinger, o seu professor de música durante seu tempo na Escola de Jurisprudência. Junto com o que ele aprendeu em seus estudos no Conservatório de São Petersburgo, esse talento permitiu a Tchaikovski empregar uma gama variada de harmonia em sua música, desde as práticas harmônicas e texturais ocidentais de seus dois primeiros quartetos para cordas, até o uso de escalas de tons inteiros na parte final da sua Sinfonia n.º 2, uma prática mais tipicamente usada pelo Grupo dos Cinco.

#### Ritmo
Ritmicamente, Tchaikovski algumas vezes experimentou com métricas incomuns. Mais frequentemente, ele usava uma métrica firme e regular, uma prática que o servia bem sobretudo em composições para dança. Em alguns casos, seus ritmos se tornaram suficientemente pronunciados para serem os principais agentes expressivos de suas composições. Como na música folclórica russa, eles também se tornaram um meio para simular movimento e progressão em movimentos sinfônicos em grande escala - aquilo que Brown chamou "propulsão sintética", e que substituiu o impulso que, na forma sonata, seria criado estritamente pela interação de elementos melódicos ou temáticos. Esse tipo de interação geralmente não é encontrado na música russa.

#### Estrutura
A estrutura das composições de Tchaikovski demonstra tentativas de superar a forma sonata, cujo princípio de crescimento progressivo, através da interação de temas musicais, era estranho à prática russa. O argumento tradicional, de que Tchaikovski parecia incapaz de desenvolver temas dessa maneira, falha em considerar esse ponto, e também a possibilidade de que Tchaikovski tenha pretendido que as passagens de desenvolvimento de seus trabalhos de grande escala funcionassem como "hiatos forçados", para criar tensão, em vez de crescerem suavemente com argumentos musicais progressivos.
De acordo com Brown e os musicólogos Hans Keller e Daniel Jitomirski, Tchaikovski encontrou sua solução para estruturas em larga escala quando compunha sua Sinfonia n.º 4. Segundo Jitomirski, ele essencialmente evitou a interação temática e manteve a forma sonata apenas como um "esboço". Dentro deste esquema, seu foco centrou-se na alternância periódica e na justaposição de elementos. Tchaikovski colocou blocos tonais e temáticos dissimilares uns ao lado dos outros, com o que Keller chama de "novos e violentos contrastes" entre temas musicais, tons e harmonias. Este processo, de acordo com Brown e Keller, embala e acrescenta drama intenso à composição. Enquanto Warrack argumento que o resultado é "um tratamento episódico e engenhoso de duas melodias, em vez de um desenvolvimento sinfônico delas", no sentido germânico, Brown responde que as composições de Tchaikovski conduziram o ouvinte do período "através de uma sucessão de seções carregadas, que se juntavam formando um tipo radicalmente novo de experiência sinfônica", fundada não na somatória, como as sinfonias austro-alemãs, mas na acumulação.
Em parte devido às complexidades melódicas e estruturais envolvidas neste acúmulo, e em parte devido à natureza do próprio compositor, a música de Tchaikovski tornou-se intensamente expressiva. Essa intensidade era inteiramente nova na música russa, e levou alguns russos a comparar Tchaikovski a Dostoiévski. O musicólogo alemão Hermann Kretzschmar credita Tchaikovski com o oferecimento, em suas últimas sinfonias, de "imagens completas da vida, desenvolvidas livremente, às vezes até dramaticamente, em torno de contrastes psicológicos [...] Esta música tem a marca da experiência verdadeiramente vivida e sentida". Botstein, ao elaborar este comentário, sugere que ouvir a música de Tchaikovski "se tornou um espelho psicológico conectado à experiência cotidiana, que refletia a natureza dinâmica do próprio eu emocional do ouvinte". Esse engajamento ativo com a música "ofereceu ao ouvinte uma visão de tensão emocional e psicológica, e uma extremidade de sentimento que possuía relevância porque se identificava com reminiscências de uma experiência verdadeiramente "vivida e sentida", ou com a busca de intensidade de cada um, em um sentido profundamente pessoal".

#### Repetição

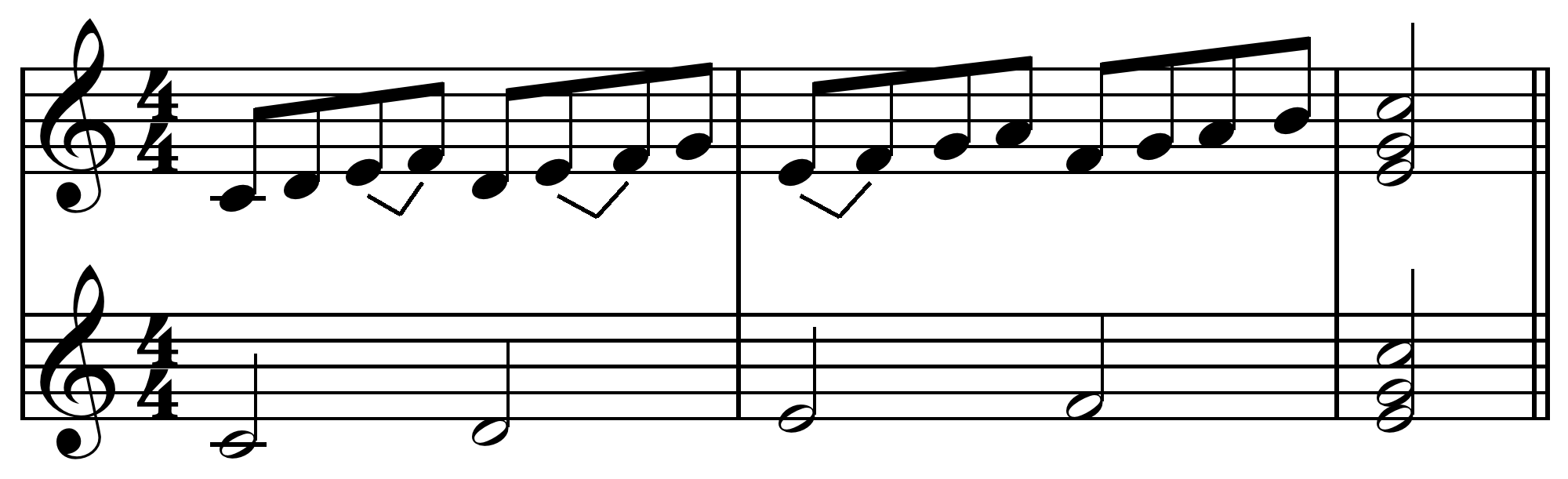
Sequência crescente. Nela, existem apenas quatro segmentos, continuamente mais altos, e que seguem a uma mesma distância (segundos: C – D, D – E, etc.)

A repetição é uma prática típica da música de Tchaikovski, assim como é na música russa. Seu uso de sequências dentro de melodias (repetindo uma melodia em um tom mais alto ou mais baixo no mesmo tom) por vezes se estendia por longos períodos em suas composições. Contudo, a repetição faz com que a melodia que está sendo repetida permaneça estática durante um período de tempo, mesmo quando há um nível superficial de atividade rítmica adicionado a ela. Tchaikovski manteve a fluidez de sua música, ao tratar a melodia, a tonalidade, o ritmo e a cor do som como uma unidade integrada, e não como elementos separados. Fazendo mudanças sutis mas perceptíveis no ritmo ou no fraseado de uma melodia, modulando para outro tom, alterando a própria melodia ou variando os instrumentos que a tocam, as composições de Tchaikovski captavam e mantinham o interesse do ouvinte, evitando que ele se dispersasse. Ao estender o número de repetições, ele poderia aumentar a tensão musical e dramática de uma passagem, construindo "uma experiência emocional de intensidade quase insuportável", e controlando o pico e a liberação dessa tensão. Segundo o musicólogo Martin Cooper, trata-se de uma forma sutil de unificar uma peça musical, que Tchaikovski levou a um ponto alto de refinamento.

#### Orquestração
Como outros compositores românticos, Tchaikovski se baseou fortemente na orquestração para efeitos musicais. Tchaikovski, no entanto, tornou-se conhecido pela "opulência sensual" e pelo "voluptuoso virtuosismo dos timbres" de sua orquestração. Como Glinka, Tchaikovski tendia para cores primárias brilhantes, e contrastes de textura fortemente delineados. No entanto, começando com a sua Sinfonia n.º 3, Tchaikovski experimentou com uma gama mais ampla de timbres. A notação de Tchaikovski foi notada e admirada por alguns de seus pares. Rimski-Korsakov referia-se regularmente a ela em suas aulas no Conservatório de São Petersburgo, e dizia que a notação de Tchaikovski era "despojada de todo esforço posterior, [a fim de] produzir uma sonoridade saudável e bela". Essa sonoridade, segundo o musicólogo Richard Taruskin, é essencialmente germânica. Tchaikovski tipicamente fazia dois ou mais instrumentos tocar simultaneamente uma melodia (uma prática chamada de duplicação) e seu ouvido para combinações surpreendentes de instrumentos resultava em "uma sonoridade orquestral generalizada, na qual os timbres individuais dos instrumentos, estando inteiramente misturados, desapareceriam".

#### Pastiche (passé-ismo)
Em obras como a Serenata para Cordas e Variações em um Tema Rococó, Tchaikovski mostrou grande talento ao compor pastiches no estilo europeu do século XVIII. No balé A Bela Adormecida e na ópera A Dama de Espadas, ele passou da imitação para a evocação em grande escala. Essa prática, que Aleksandr Benois chama de "passé-ismo", empresta um ar de atemporalidade e proximidade, fazendo com que o passado se confunda com o presente. Em um nível prático, Tchaikovski foi atraído para estilos passados porque achava que poderia encontrar soluções para certos problemas estruturais que eles apresentam. Seus pastiches rococós também podem ter oferecido escapatória para um mundo musical mais puro do que o seu, para o qual ele se sentiu atraído. Da mesma forma, a atração de Tchaikovski pelo balé pode ter permitido um refúgio em um mundo de conto de fadas, onde ele poderia compor livremente dentro de uma tradição de elegância francesa.

### Antecedentes e influências

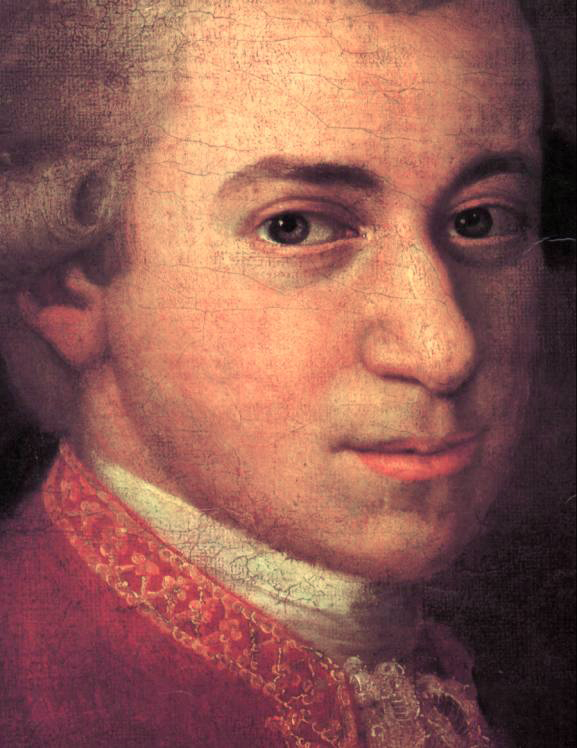
Mozart estava entre os compositores favoritos de Tchaikovski.

De acordo com Brown e o musicólogo Roland John Wiley, dentre os compositores ocidentais contemporâneos de Tchaikovski, Robert Schumann se destacou como forte influência quanto à estrutura formal, às práticas harmônicas e à escrita para piano. Para Asafyev, Schumann deixou sua marca em Tchaikovski não apenas como uma influência formal, mas também como um exemplo de dramaturgia musical e autoexpressão.

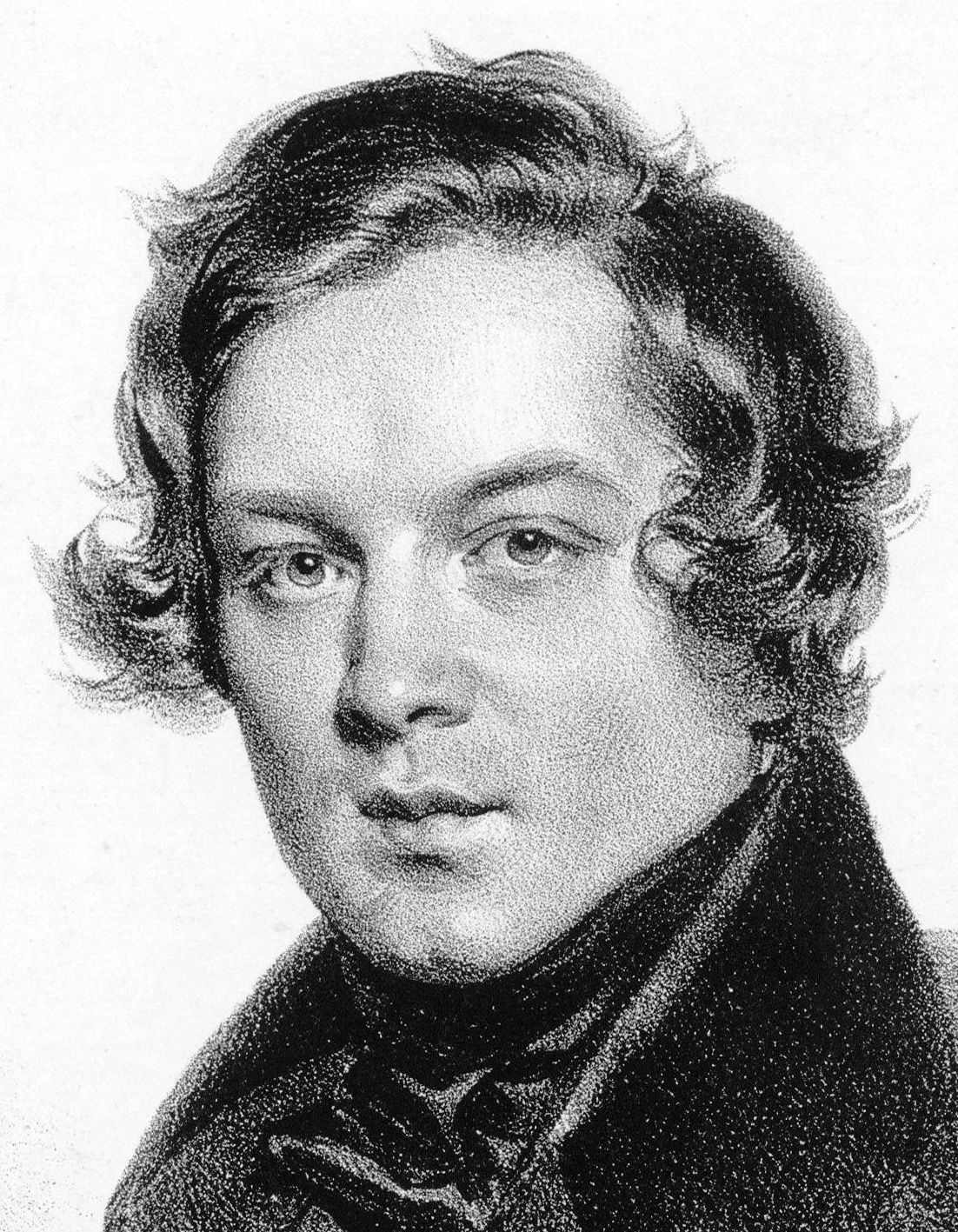
A música de Schumann, contemporâneo de Tchaikovski, foi muito apreciada por ele.

Leon Botstein afirma que composições de Franz Liszt e Richard Wagner também deixaram impressões no estilo orquestral de Tchaikovski. A tendência romântica tardia de escrever suítes orquestrais, iniciada por Franz Lachner, Jules Massenet e Joachim Raff após a redescoberta de obras de Johann Sebastian Bach nesse gênero, pode ter influenciado Tchaikovski a testá-las pessoalmente. A ópera de seu professor Anton Rubinstein, Demônio, tornou-se um modelo para o quadro final de Ievguêni Oniéguin. O mesmo aconteceu com os balés Coppélia e Sylvia, de Léo Delibes, em relação a A Bela Adormecida; e a ópera Carmen, de Georges Bizet, quanto à A Dama de Espadas.
Além disso, Tchaikovski voltou-se para compositores do passado - Beethoven, cuja música respeitava; Mozart, cuja música amava; Glinka, cuja ópera Uma Vida para o Czar impressionou-o profundamente em sua infância, e cuja notação ele estudou assiduamente; e Adolphe Adam, cujo balé Giselle era um dos seus favoritos, em seus dias de estudante, e cuja notação consultou enquanto trabalhava em A Bela Adormecida. Os quartetos de cordas de Beethoven podem ter influenciado as tentativas de Tchaikovski nesse tipo de peça. Outros compositores cujos trabalhos interessavam a Tchaikovski incluíam Hector Berlioz, Felix Mendelssohn, Giacomo Meyerbeer e Henry Litolff.

### Impacto estético
O historiador da música Francis Maes sustenta que, independentemente do que ele compunha, a principal preocupação de Tchaikovski era como a sua música impactaria seus ouvintes em um nível estético, em momentos específicos da peça e em um nível cumulativo, quando a música terminava. O que seus ouvintes vivenciariam em um nível emocional ou íntimo, tornou-se um fim em si mesmo, e o foco de Tchaikovski em agradar o seu público pode ser considerado semelhante ao de Mendelssohn ou Mozart. No entanto, mesmo quando ele compunha a chamada "música de programa", por exemplo sua abertura-fantasia Romeu e Julieta, seguia a forma sonata. Seu uso de melodias estilizadas do século XVIII e de temas patrióticos, foi voltado para os valores da aristocracia russa. Ele foi ajudado nisso por Ivan Vsevolojski, que encomendou a Tchaikovski A Bela Adormecida e a Modest o libreto para A Dama de Espadas, estipulando claramente o uso de configurações do século XVIII. Tchaikovski também usava frequentemente a polonaise, uma referência à dinastia Romanov e um símbolo do patriotismo russo. Usá-la no final de uma obra podia garantir o seu sucesso com os ouvintes russos.
Afora a questão do impacto que o compositor buscava atingir por meio da estética de suas obras, para Botstein, embora a estética do seu trabalho seja característica do movimento romântico, em um nível mais subjetivo ela pode ser interpretada a partir e em contraposição à estética do nascente movimento realista, que o compositor pode ter ambicionado empregar em sua obra, em um esforço de superação. Segundo esse crítico, Tchaikovski era um ávido leitor, e, embora fosse crítico de algumas vertentes da literatura realista, sobretudo aquela de Émile Zola, ele tinha grande estima pela obra de Liev Tolstói e Anton Tchekov. De maneira ainda mais específica, a música de Tchaikovski encontraria ressonância na corrente realista das artes visuais russas da época, sobretudo no trabalho de Ilia Repin e Nikolai Gay, cujas obras teriam causada no público da época uma sensação de histeria e frenesi semelhante à proporcionada por algumas das composições de Tchaikovski.

### Recepção

#### Dedicatórias e colaborações
O relacionamento de Tchaikovski com os seus colaboradores foi confuso. Tal como Nikolai Rubinstein em relação ao seu Concerto para Piano n.º 1, o virtuoso e pedagogo Leopold Auer rejeitou o Concerto para Violino e Orquestra, embora mais tarde tenha mudado de ideias a esse respeito, executando-o com grande êxito junto ao público. Ele também viria a ensiná-lo a seus alunos, que incluíam Jascha Heifetz e Nathan Milstein. De acordo com o crítico musical Michael Steinberg, Wilhelm Fitzenhagen "interveio consideravelmente buscando moldar o que ele considerava a 'sua' obra", as Variações sobre um Tema Rococó. O desembaraço do violoncelista alemão causou irritação a Tchaikovski, que, apesar disso, nada fez a respeito e publicou as Variações em um tema rococó com as modificações de Fitzenhagen. A colaboração de Fitzenhagen nos três balés de Tchaikovski foi mais satisfatória, e é possível que isso se deva à mediação de Marius Petipa, com quem ele trabalhou nos dois últimos. Embora A Bela Adormecida fosse vista por seus dançarinos como desnecessariamente complicada, Petipa os convenceu a fazerem esforços adicionais. A seu turno, Tchaikovski comprometeu-se a tornar a sua música a mais prática possível para os dançarinos, e em retorno recebeu mais liberdade criativa que os compositores de balé da época. Ele respondeu com partituras que minimizavam as sutilezas rítmicas normalmente presentes em seu trabalho, mas eram inventivas e ricas em melodia, com uma orquestração mais refinada e imaginativa do que outras peças para balé.

#### Junto à crítica
A recepção da crítica à música de Tchaikovski também foi heterogênea, mas melhorou ao longo do tempo. Mesmo depois de 1880, críticos dentro da Rússia o consideravam suspeito por não ser suficientemente representativo da cultura nacional, e achavam que os críticos da Europa Ocidental o louvavam exatamente por esse motivo. De acordo com o musicólogo e maestro Leon Botstein, esse ponto de vista pode ter sido ligeiramente correto, pois um número de críticos alemães da época afirmava que Tchaikovski sentia-se particularmente à vontade fora do âmbito da música russa. Dos críticos estrangeiros que não aprovavam a sua música, Eduard Hanslick criticou o Concerto para Violino como uma composição musical "cujo fedor pode-se ouvir" e William Forster Abtrop escreveu sobre a Sinfonia n.º 5, em sua coluna no jornal Boston Evening Transcript, que "a peroração furiosa soa como uma horda de demônios lutando em uma torrente de conhaque, a música cada vez mais bêbada. Pandemônio, delirium tremens, alucinação e, acima de tudo, terrível barulho!".
A divisão entre os críticos russos e ocidentais permaneceu estendeu-se pela maior parte do século XX, mas por uma razão diferente. De acordo com Brown e Wiley, a visão predominante dos críticos ocidentais era de que as qualidades da música de Tchaikovski que atraíam o público - suas emoções fortes, objetividade, eloquência e orquestração vívida - juntas levavam à superficialidade composicional. O uso da música de Tchaikovski nas artes populares e cinematográficas, segundo Brown, diminuiu ainda mais o seu valor diante da crítica. Além disso, a música de Tchaikovski exigia engajamento ativo do ouvinte - como Botstein expressa, sua música "falava à vida interior imaginativa do ouvinte, independentemente da sua nacionalidade" - e críticos conservadores podem ter sentido que tais demonstrações emotivas "atacam as fronteiras da apreciação estética convencional - a recepção culta da arte como um ato de discernimento formalista - e a educada apreciação da arte como um ato de diversão".
Também o compositor não ter seguido estritamente a forma sonata, preferindo justapor blocos tonais e grupos temáticos, tem sido por vezes visto como uma fraqueza, e não um sinal de originalidade. Mesmo com o que Schonberg chamou de "reavaliação profissional" do trabalho de Tchaikovski, não desapareceu completamente a crítica a Tchaikovski por não seguir os passos dos mestres vienenses, e a sua intenção de escrever música que agradaria seu público é também por vezes usada contra si. Em um artigo de 1992, Allan Kozinn, crítico do The New York Times, escreveu que "afinal de contas, é a flexibilidade de Tchaikovski que nos deu uma noção de sua variabilidade [...] Tchaikovski foi capaz de produzir música - embora divertida e muito amada - que parece superficial, manipuladora e trivial, quando considerada em seu contexto. O Concerto para Piano n.º 1 é um bom exemplo: faz um barulho alegre, nada em belas melodias, e sua retórica dramática permite (ou mesmo requer) que um solista faça uma impressão grande, fanfarrona. Mas é inteiramente oco".
No século XXI, no entanto, a crítica tem reagido mais positivamente à originalidade e talento de Tchaikovski. De acordo com o historiador cultural Joseph Horowitz, "Tchaikovski está sendo visto novamente como um compositor de primeira categoria, que produziu música de profundidade, inovação e influência". Importante nesta reavaliação é uma mudança de atitude que tem afastado o desdém pelo emocionalismo aberto e os excessos românticos, característica essa que marcou a segunda metade do século XX. Segundo Horowitz, "hoje Tchaikovski é mais admirado do que deplorado por sua franqueza emocional; sua música parece atormentada e insegura, mas, também, todos nós somos assim".

#### Junto ao público
Horowitz sustenta que, embora a posição da música de Tchaikovski tenha oscilado entre os críticos, para o público ele "nunca saiu de moda, e seus trabalhos mais populares renderam sound-bites icônicos, como o tema de amor de Romeu e Julieta". Botstein acrescenta que "Tchaikovski atraiu as audiências fora da Rússia com uma rapidez e objetividade que foram surpreendentes até mesmo para a música, uma forma de arte frequentemente associada à emoção". As melodias de Tchaikovski, enunciadas com eloquência e correspondidas por seu uso inventivo da harmonia e da orquestração, sempre garantiram o apelo da audiência. Como reflexo dessa popularidade, a música de Tchaikovski também tem sido usada com frequência na música popular e no cinema.

## Legado

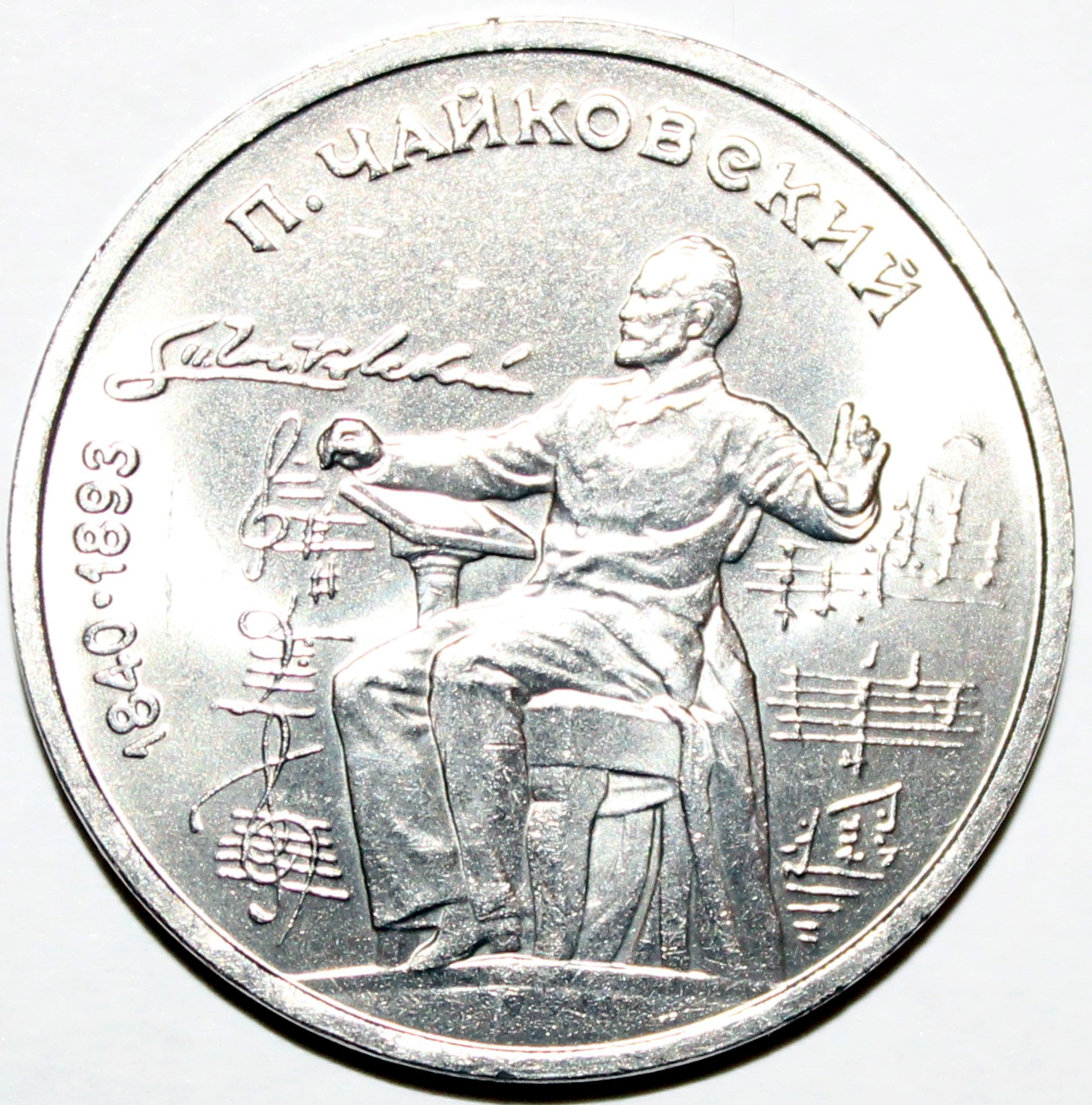
Efígie de Tchaikovski em uma moeda de rublo soviético (1990).

Tchaikovski tem sido considerado o mais popular compositor russo de todos os tempos. De acordo com Wiley, Tchaikovski foi um pioneiro de várias maneiras. "Graças em grande parte a Nadezhda von Mekk [...] ele se tornou o primeiro compositor russo profissional em tempo integral". Isso, ele acrescenta, permitiu-lhe ter tempo e liberdade para consolidar as práticas composicionais ocidentais que aprendera no Conservatório de São Petersburgo, fundindo-os com canções folclóricas russas e outros elementos musicais nativos a fim de cumprir seus próprios objetivos expressivos e forjar um estilo original e profundamente pessoal. Ele causou um impacto não apenas nas obras absolutas, como a sinfonia, mas também na música de programa e, como Wiley coloca, "transformou as realizações de Liszt e Berlioz [...] em termos de elevação shakespeariana e importância psicológica". Wiley e Holden observam que Tchaikovski fez isso sem ter uma escola de composição nativa em que se apoiar. Eles apontam que apenas Glinka o havia precedido na combinação de práticas russas e ocidentais, e seus professores em São Petersburgo tinham sido completamente germânicos em suas perspectivas musicais. Segundo escrevem, para todos os efeitos Tchaikovski estava só em sua busca artística.

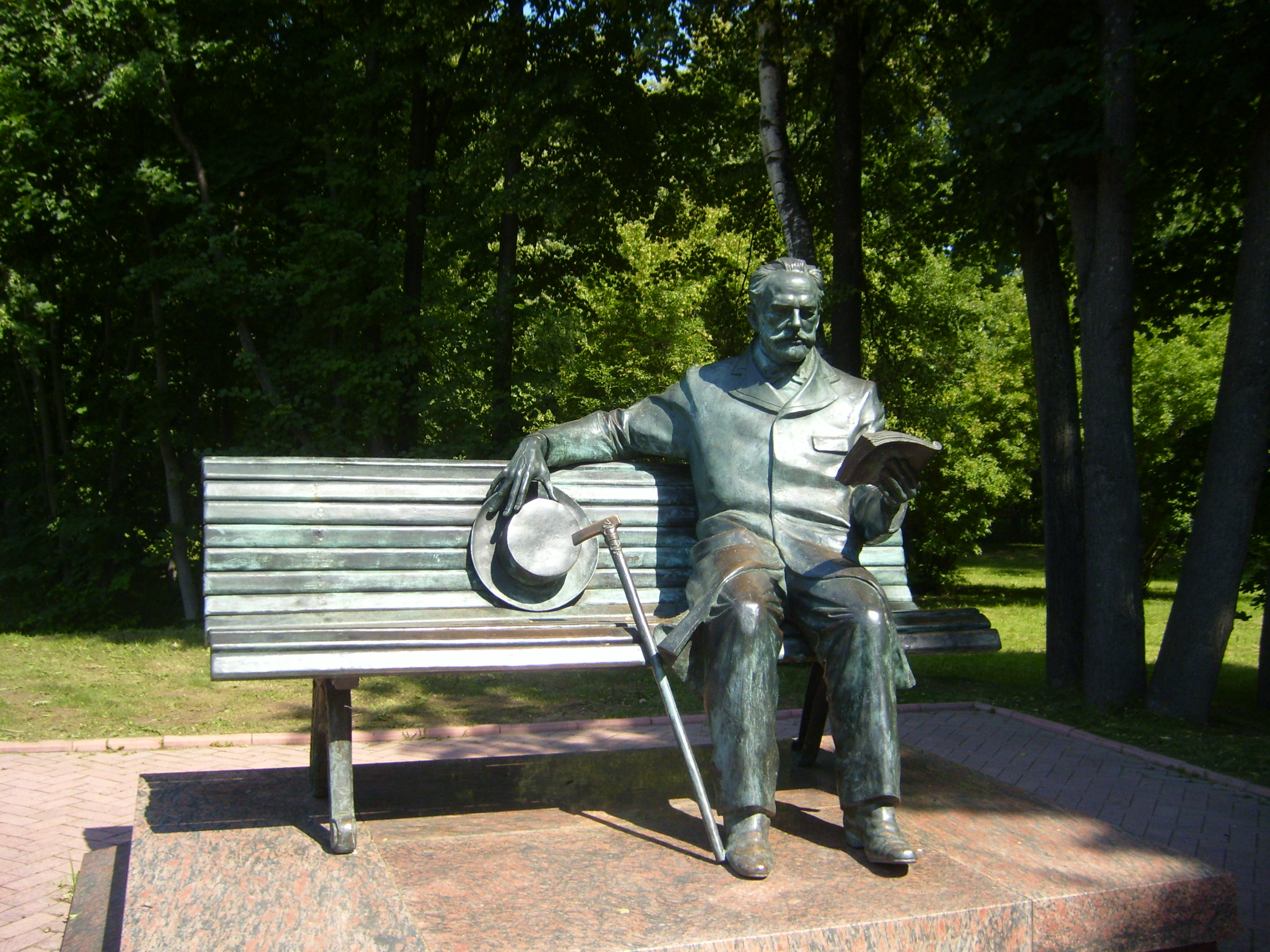
Monumento a Tchaikovski em Klin.

Maes e Taruskin escrevem que Tchaikovski acreditava que sua capacidade de combinar habilidade e altos padrões em suas obras musicais o separava de seus contemporâneos do Grupo dos Cinco. Maes acrescenta que, como eles, ele queria produzir música que refletisse o caráter nacional russo, mas para ele era importante que isso fosse feito de maneira a satisfazer os mais altos padrões europeus de qualidade. Tchaikovski emergiu em um momento em que a nação russa estava profundamente dividida sobre o de seu caráter nacional. Como seu país, escreve Maes, ele demorou para descobrir como expressar seu caráter russo de uma maneira que fosse fiel a ele mesmo e ao que ele aprendera. Por causa de seu profissionalismo, diz Maes, ele trabalhou duro nessa meta e teve sucesso. Um amigo do compositor, o crítico musical Hermann Laroche, escreveu sobre A Bela Adormecida que a partitura continha "um elemento mais profundo e mais geral que a cor, na estrutura interna da música, sobretudo nos fundamentos do elemento da melodia. Esse elemento básico é, sem dúvida, russo".
Tchaikovski foi inspirado a ir além da Rússia, com a sua música. Sua exposição à música ocidental encorajou-o a crer que ele pertencia não apenas à Rússia, mas também ao mundo em geral. Para Volkov, essa mentalidade o levou a refletir seriamente sobre o lugar da Rússia na cultura musical europeia - o primeiro compositor russo a fazê-lo. Essa forma de ver-se a si mesmo o levou a se tornar o primeiro compositor russo a familiarizar o público estrangeiro com seus próprios trabalhos e com os de outros compositores russos. Em sua biografia de Tchaikovski, Anthony Holden relembra a aridez da música clássica russa antes do nascimento de Tchaikovski, e depois coloca as realizações do compositor em perspectiva histórica: "Vinte anos após a morte de Tchaikovski, em 1913, Le Sacre du Printemps de Ígor Stravinski entrou em cena, sinalizando a chegada da Rússia à música do século XX. Entre esses dois mundos muito diferentes, a música de Tchaikovski era a única ponte".